# Heinrich Fahrenbrach

Heinrich Fahrenbrach

Heinrich Fahrenbrach (irrtümlich häufig Heinrich Fahrenbach genannt) (* 3. Juli 1878 in Ronsdorf; † 28. Januar 1950 in Neuss) war ein deutscher Politiker (Zentrum).

## Leben und Wirken
Nach dem Besuch der Volksschule erlernte Fahrenbrach, wie schon sein Vater, den Handwerksberuf eines Seidenbandwirkers. Unterbrochen von der zweijährigen Zugehörigkeit zur Armee (1898 bis 1900) übte er seinen Beruf bis 1907 aus. Danach arbeitete er als Berufsverbandsfunktionär. Von 1907 bis 1919 amtierte Fahrenbrach als Bezirksleiter, anschließend als Vorsitzender des Zentralverbandes christlicher Textilarbeiter Deutschlands.
Ab 1915 nahm Fahrenbrach am Ersten Weltkrieg teil. Nach dem Krieg begann er sich verstärkt politisch zu betätigen. 1922 wurde er Mitglied des Vorläufigen Reichswirtschaftsrates und Vorsitzender des internationalen Bundes christlicher Textilarbeiterverbände. Ferner war er Vorstandsmitglied des Deutschen Gewerkschaftsbundes und des Gesamtverbandes christlicher Gewerkschaften sowie Stadtverordneter in Barmen.
Als Mitglied der katholischen Zentrumspartei saß Fahrenbrach schließlich vom Mai 1928 bis zum November 1933 als Abgeordneter im Reichstag, in dem er den Wahlkreis 23 (Düsseldorf West) vertrat. Ivan Ermakoff identifiziert Fahrenbrach als einen von vierzehn Abgeordneten der Zentrumspartei, die in der fraktionsinternen Debatte der Angehörigen der Zentrumsfraktion im Reichstag um die Frage, ob man für oder gegen das von der Regierung Hitler geplante Ermächtigungsgesetz stimmen sollte, für eine Ablehnung plädierten beziehungsweise in einer fraktionsinternen Testabstimmung mit „Nein“ (gegen eine Annahme) abstimmten. Nachdem die Mehrheit der Fraktion sich für die Annahme des Ermächtigungsgesetzes ausgesprochen hatte, unterwarf Fahrenbrach sich zusammen mit den übrigen dreizehn jedoch dem Fraktionszwang und stimmte für die Annahme der Gesetzesvorlage, die die juristische Grundlage für die Errichtung der NS-Diktatur bildete.
Während der NS-Zeit wurde Fahrenbrach wiederholt (1936; 1944) in Haft genommen. Nach dem Krieg lebte er zurückgezogen in Neuss.
Fahrenbrachs Nachlass wird heute im Archiv des DGB verwahrt. Er umfasst Korrespondenzen (unter anderem mit Jakob Kaiser, mit dem Fahrenbrach als Gewerkschafter eng zusammenarbeitete) und persönliche Aufzeichnungen und besitzt einen Umfang von 0,2 Regalmetern.